# Ихсан
Ихса́н (араб. إِحْسَان‎ — «благодеяние, милость») — в исламе, богоугодное дело, совершенное поклонение, искреннее служение, когда мусульманин поклоняется Аллаху так, как будто он видит Его. Одна из трёх степеней верования, наряду с иманом и исламом и самое высшее проявление веры. Противоположность ихсану — лицемерие (нифак) и показуха (ри’а).
Для достижения полной искренности, мусульманам рекомендуется постоянно поминать Аллаха (зикр), усердствовать в различных видах богослужения, бороться против своего эго (нафса) и очищать свою душу и сердце от всех грехов искренним покаянием, милостыней и т. д..

## Цитаты
- Пророк Мухаммад говорил: «Ихсан — это когда ты поклонишься Аллаху так, как будто ты видишь Его, но даже если ты не можешь видеть Его — Он видит тебя»[2].
- Рассказывают, что у некоего наставника было множество своих учеников, но к одному из них он питал больше симпатии и любви, и поэтому остальные учащиеся с ревностью относились к нему. Для того, чтобы ответить на их постоянные вопросы о его превосходящей любви к тому ученику, учитель попросил их принести по одной курице, зарезав её так, чтобы никто не видел.

На следующий день все ученики принесли по одной зарезанной курице, а тот его любимец пришел с живой курицей. Это рассмешило их. На вопрос наставника, почему он не зарезал её, ученик ответил: "Вы ведь сказали зарезать так, чтобы никто не видел, но я не нашел места, где бы меня не увидел Аллах ". Тогда наставник сказал ученикам: «Вот за что я его люблю».